# Hårsfjärden radio
Hårsfjärden radio var en av marinens kustradiostationer för kommunikation med flottans fartyg i norra Östersjön. Den har numera utvecklats till en viktig del av Marinens Radio.

## Stationens historia

### Inledning
Ursprungligen kallad Hårsfjärdens basradio och underställd Chefen för Kustflottan (CKF) med stab, även kallad "Flaggen", med stationsplats på förbindelsefartyget, det vill säga flottans flaggskepp. Under tidigt 1930-tal fanns stationen troligen ombord på förbindelsefartyget HMS Gustav V, eller som provisorisk station iland på CKF:s huvudkvarter på ön Märsgarn.

Under 1938 planerades för dels en träbyggnad, den s.k "Radiovillan" på Märsgarn (Hårsfjärdens fredsradio), dels ett bergrum (Hårsfjärdens krigsradio) med möjlighet till kommunikation på långvåg, kortvåg och ultrakortvåg (UK) från båda platserna. Under byggnadsarbetena, klara 1940, och även senare under andra världskriget användes CKF förbindelsefartyg, då utbytt till HMS Marieholm, som stationsplats för Hårsfjärden radio. Radioutrustningen i bergrum kunde även fjärrmanövreras från fartyget.

### Modernisering under kalla kriget
Under 50- och 60-talen byggdes radiostationen ut med yttre annex på Märsgarn. 1958 fick Hårsfjärden radio en ny AM UK-station på 50W för kommunikation med helikoptrar i området. Vid en modernisering 1964 fick stationen en av de första installationerna av marinens nya UK-station Ra800. I mottagarannexen både på Märsgarn och på fastlandssidan installerades modern materiel under 1980-talet.

### Muskö och Marinens radio
Då placeringen på Märsgarn orsakade stora kostnader, och en modernisering återigen var aktuell i mitten på 1980-talet, beslutades om en flytt av stationen till Musköbasen och för marinen gemensamma funktioner. Flytten genomfördes 1987. I mitten på 1990-talet infördes, som på Karlskrona radio, ett PC-baserat fjärrmanöversystem kallat PC MIND, för fjärrstyrning av obemannade sändar- och mottagaranläggningar i marinen. Formellt lades Hårsfjärden radio ner 1999, för att övergå till att bli en del av Marinens radio som formellt bildades den 15 april 2002. De två huvudanläggningarna i Marinens radio, Karlskrona och Muskö, har därefter bemannats växelvis ett halvår i taget och gett stöd till marinens verksamhet i Sverige samt  insatser utomlands via kortvågsradio. År 2007 deltog Marinens radio i övningen Northern Coast vilket var första internationella radiostationsövningen med internationella kryptosystem, mellan Marinens radio och militära radiostationer i Glücksburg och Århus. Kommunikationssystemet HF2000 gör att marinens framtida radiokommunikation även blir ett försvarsmaktsgemensamt system, med möjlighet till stöd för till exempel flygvapnets Herculesplan, eller arméförband utrustade med kortvågsradio. Under perioden 2008-2015 skedde en samlokalisering av marinens ledningsresurser till en plats, i samverkan med flygvapnet. Förutom omlokalisering av Marinens radio till en enda, ännu (sommaren 2010) inte fastställd plats, pågår utveckling av en rörlig MaRa, det vill säga ett radiostationssystem uppbyggt med containrar. Ön Märsgarn är på väg att helt öppnas för civil verksamhet, bland annat är bergrummen nu förslutna.